# El Club dels Miracles
El Club dels Miracles (títol original en anglès, The Miracle Club) és una pel·lícula dramàtica del 2023 dirigida per Thaddeus O'Sullivan, basada en una història de Jimmy Smallhorne. La pel·lícula és protagonitzada per Laura Linney, Kathy Bates, Maggie Smith i Stephen Rea. La seva trama segueix un grup de dones obreres de Dublín de pelegrinatge a Lorda. S'ha doblat i subtitulat al català.
Es va estrenar al Festival de Tribeca el 9 de juny de 2023 i va arribar als cinemes del Regne Unit i d'Irlanda el 13 d'octubre de 2023 amb la distribució de Lionsgate UK. Va ser l'última interpretació de Maggie Smith abans de la seva mort el setembre de 2024.
El desembre de 2021, la pel·lícula estava en la fase de preproducció, després de rebre finançament addicional del UK Global Screen Fund. La pel·lícula es va rodar a Dublín el 2022.